# Urinario femenino

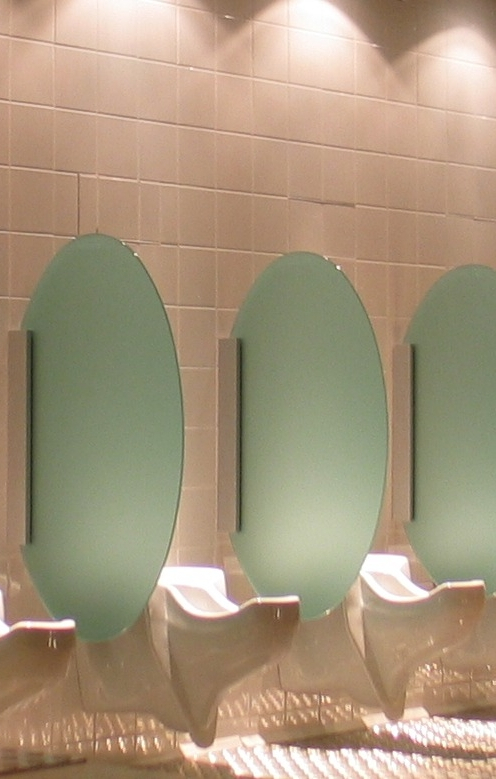
Una fila de urinarios femeninos en Malasia separados por mamparas de privacidad.

Un urinario femenino o mingitorio femenino es un urinario diseñado para la anatomía femenina para facilitar su uso por parte de mujeres y niñas. Diferentes modelos permiten orinar en posturas de pie, semicuclillas o en cuclillas , pero generalmente sin contacto corporal directo con el inodoro . También existen modelos sentados, y están diseñados para el contacto del cuerpo con el mingitorio.
Los urinarios unisex también son comercializados por varias empresas, y pueden ser utilizados por ambos sexos.
La marca danesa Pollee vende un urinario femenino portátil (similar a un porta johns) para eventos públicos al aire libre.

## Fondo

### Ventajas frente a los inodoros
Los urinarios para usuarias podrían tener algunas de las mismas ventajas que los urinarios para usuarios masculinos, en comparación con los inodoros (únicamente con respecto a la micción):
- costo más bajo
- mantenimiento más simple
- requisitos de espacio más pequeños (se pueden instalar varios mingitorios montados en la pared en el espacio del piso de un solo cubículo de baño)
- consumo de agua reducido para la descarga en comparación con los inodoros de asiento (los urinarios sin agua pueden funcionar incluso sin agua de descarga)
- proceso de micción más higiénico y sin contacto (sin riesgo de contacto con heces de usuarios anteriores)
- no hay orina en el asiento del inodoro de mujeres que evitan el contacto
- uso más rápido
- potencial para facilitar el reciclaje de nutrientes como fertilizante.[4]

Debido a un mayor número de unidades en la misma cantidad de espacio, suele haber una cola más rápida y corta para los urinarios públicos; hasta un 30 % más de personas pueden usar los baños al mismo tiempo.
Los mingitorio femeninos posiblemente podrían ser adecuados para su uso en baños públicos que se usan mucho durante las horas pico y que probablemente atraigan a un gran número de visitantes, especialmente en lugares como teatros, estadios, escuelas, universidades, discotecas, centros comerciales e instalaciones de transporte público. Además, se han desarrollado urinarios femeninos móviles temporales para su uso en eventos y festivales al aire libre, así como unidades independientes para espacios públicos.

## Diseño e implantación

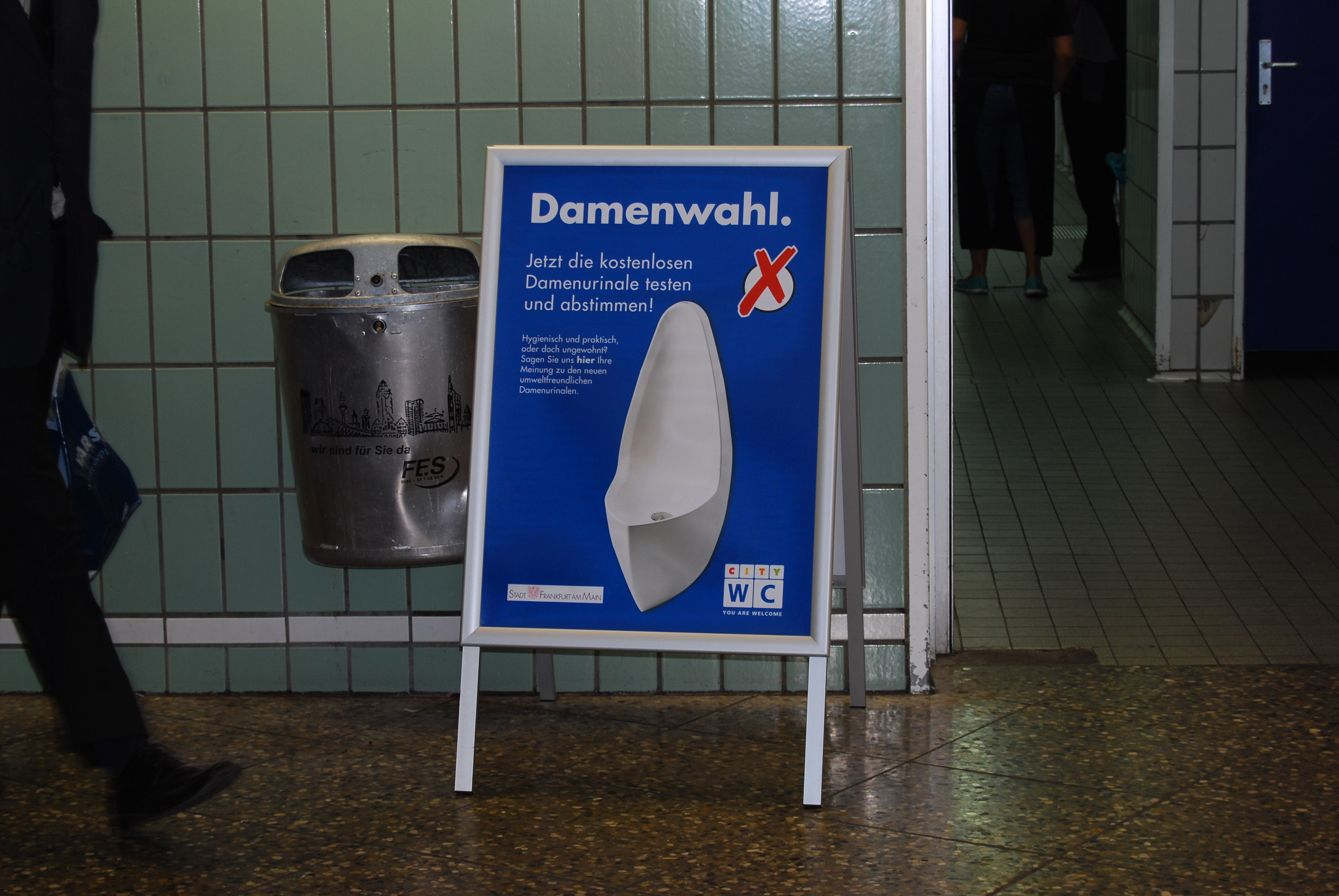
Anuncio de urinarios de mujeres frente a un baño público en Frankfurt am Main, Alemania

Se están desarrollando mingitorios que pueden ser utilizados por ambos sexos. Si bien los urinarios para hombres y niños se pueden encontrar en casi todas partes en los baños públicos, los urinarios unisex y femeninos siguen siendo productos de nicho. [8] Muchas personas sienten que esto es satisfactorio debido a las diferencias anatómicas que hacen que el uso de un urinario sea más conveniente para la población masculina que para la población femenina. Según Mete Demiriz, profesora de tecnología sanitaria en la Universidad de Ciencias Aplicadas de Westfalia en Gelsenkirchen , las consideraciones económicas y las convenciones sociales también impiden la instalación más amplia de urinarios femeninos en baños públicos.
Los modelos de urinarios femeninos que se ofrecen hoy en día son conceptualmente similares entre sí y siguen la forma y el diseño de los mingitorio masculinos, pero se adaptan más a la anatomía femenina . Una diferencia es que la mayoría de las mujeres eligieron pararse de espaldas al urinario y adoptar una posición medio en cuclillas , que a veces también se denomina "postura del esquiador" o "postura flotante". Esto se basa en la postura que las mujeres generalmente adoptan en los baños públicos convencionales si están sucios y cuando no se desea el contacto físico,  pero flotar puede dejar orina en la vejiga y puede no ser bueno para los músculos del suelo pélvico . [11]Así, algunas personas se ciernen sólo en casos de extrema necesidad.
En los países donde los retretes achaparrados son la norma, los urinarios femeninos también se pueden encontrar como recipientes de cerámica a nivel del suelo. Este tipo de mingitorio se usaría en una posición en cuclillas completa para evitar salpicaduras de orina. En el pasado, los modelos que se usaban en una posición en cuclillas completa (similar a los inodoros de estilo asiático en cuclillas) se desarrollaron hasta la etapa de prototipo o se lanzaron al mercado, como el "Peeandgo" de Chen-Karlsson, pero esos no no alcanzar el éxito comercial. A partir de 2017 , todos los urinarios femeninos disponibles en el mercado occidental se montaron en la pared y se usaron en una posición de "esquí" de media sentadilla.